# Бабичев, Владимир Степанович
Влади́мир Степа́нович Ба́бичев (11 января 1939, Садовое — 15 декабря 2010, Москва) — советский и российский государственный деятель, дипломат. Заместитель председателя Правительства России в 1996—1997 годах.

## Биография
Окончил Волгоградский институт инженеров городского хозяйства, Академию общественных наук при ЦК КПСС.

### Советский период
- В 1962—1963 годах работал в Элисте мастером, прорабом ремонтно-строительного управления.
- В 1963—1964 годах — главный инженер, заместитель министра коммунального хозяйства Калмыцкой АССР.
- В 1964—1966 годах — начальник участка управления «Промжилстрой», главный инженер передвижной механизированной колонны, начальник отдела треста «Калмыкстрой».
- В 1966—1969 годах — заместитель председателя элистинского горисполкома.
- В 1969—1974 годах — министр коммунального хозяйства Калмыцкой АССР.
- В 1974—1977 годах — заместитель председателя Совета Министров Калмыцкой АССР.
- В 1977—1981 годах — секретарь Калмыцкого обкома КПСС.
- В 1981—1985 годах — секретарь Астраханского обкома КПСС.
- В 1985—1986 годах — второй секретарь Астраханского обкома КПСС. Возглавлял партийный штаб по строительству Астраханского газоконденсатного комплекса.
- В 1986—1987 годах — инспектор ЦК КПСС.
- В 1987—1989 годах — заведующий сектором, заместитель заведующего Отделом партийного строительства и кадровой работы ЦК КПСС.
- В 1989—1990 годах — первый заместитель заведующего Отделом партийного строительства и кадровой работы.
- В 1990—1991 годах — заведующий Отделом ЦК КПСС по законодательным инициативам и правовым вопросам.

Член КПСС с 1966 года. Член ЦК КПСС (1990—1991).

### Российский период
В 1990 году был избран народным депутатом РСФСР от Приютенского национально-территориального округа 103, Калмыкия. Являлся членом Комиссии Совета Национальностей Верховного Совета России по вопросам социального, экономического развития республик в составе РСФСР, автономной области, автономных округов, малочисленных народов. Входил во фракции «Коммунисты России» (июнь 1990, декабрь 1992), «Отчизна» (1991) и «Суверенитет и равенство» (1992—93).
- В 1991—1994 годах — заместитель по административно-правовым вопросам генерального директора завода «Газмаш», входящего в Российское акционерное общество «Газпром».
- В 1994—1996 годах — министр РФ — руководитель Аппарата Правительства РФ[2][3].
- В 1996—1997 годах — заместитель председателя Правительства — руководитель Аппарата Правительства РФ[3][4].
- В 1997—1998 годах — министр РФ — руководитель Аппарата Правительства РФ[4].

В 1995 гОДУ вошёл в состав Оргкомитета Движения «Наш дом — Россия» (НДР), с 1996 года — председатель исполкома движения «Наш дом — Россия». Был избран заместителем председателя движения. В 1996 году участвовал от НДР в президентской избирательной кампании на стороне Ельцина. Получил благодарность как активный участник «организации и проведения выборной кампании Президента» 1996 года — куратор избирательной кампании в субъектах РФ.
- В 1998—1999 годах — депутат Государственной Думы Федерального Собрания РФ второго созыва, являлся членом Комитета по делам Федерации и региональной политике.
- В 2000—2003 годах — советник руководителя Аппарата Правительства РФ.
- С 2 июля 2003 по 9 ноября 2006 года — чрезвычайный и полномочный посол Российской Федерации в Республике Казахстан[5][6].
- В 2006—2010 годах — представитель в Совете Федерации от исполнительного органа государственной власти Волгоградской области.
- С 3 февраля по 15 декабря 2010 года — представитель в Совете Федерации от законодательного органа государственной власти Республики Калмыкия.

## Награды и звания
- Орден «За заслуги перед Отечеством» IV степени
- Орден Трудового Красного Знамени
- Орден Достык 2 степени
- Медаль «За трудовую доблесть»
- Медаль «Совет Федерации. 15 лет»[7]
- Благодарность президента Российской Федерации (17 июля 1996) — за активное участие в организации и проведении выборной кампании Президента Российской Федерации в 1996 году[8]
- Благодарность президента Российской Федерации (5 июня 1998) — за добросовестный труд и последовательное проведение курса экономических реформ[9]
- Знак отличия «За безупречную службу» XXX лет (19 мая 2001) — за многолетнюю безупречную государственную службу[10]
- Благодарность президента Российской Федерации (3 июня 2005) — за заслуги в реализации внешнеполитического курса Российской Федерации[11]
- Орден «За заслуги перед Отечеством» IV степени (23 февраля 2006) — за заслуги в реализации внешнеполитического курса Российской Федерации и многолетнюю добросовестную дипломатическую службу[12]

## Дипломатический ранг
Чрезвычайный и полномочный посол (20 августа 2004)